# Adrienne Shelly
Adrienne Shelly, all'anagrafe Adrienne Levine (New York, 24 giugno 1966 – New York, 1º novembre 2006), è stata un'attrice, sceneggiatrice e regista statunitense.

## Biografia
Di origini russo-ebraiche, nasce nel Queens da Sheldon M. Levine ed Elaine Langbaum. Assieme ai fratelli Jeff e Mark cresce a Long Island. Studia alla Jericho High School ed in seguito frequenta la Boston University dove si diploma in produzione cinematografica. Dopo aver abbandonato gli studi si trasferisce a Manhattan.

### Carriera
Debutta come attrice nel 1989, come protagonista del film di Hal Hartley Un'incredibile verità, la collaborazione con Hartley continua anche l'anno seguente quando recita in Trust - Fidati. Nel corso degli anni si costruisce una solida carriera nel circuito indipendente, partecipando alle commedie Dall'oggi al domani e Bella, pazza e pericolosa.
Nel 1994, dopo aver lavorato nei film Gli scorpioni e Il tuo amico nel mio letto, debutta alla regia con il cortometraggio Urban Legend, da quel momento inizia una prolifica carriera di sceneggiatrice e regista di film indipendenti. Per la televisione è apparsa nelle serie televisive Ultime dal cielo e Law & Order - I due volti della giustizia.
Nel 2005 recita al fianco di Matt Dillon e Lili Taylor in Factotum, adattamento cinematografico dell'omonimo romanzo di Charles Bukowski. Nel 2006 dirige Waitress - Ricette d'amore, con protagonista Keri Russell.

### Morte
Il 1º novembre 2006, il marito, Andrew Ostroy, scopre il corpo della moglie impiccato con un lenzuolo al tubo della doccia, nel loro appartamento di Manhattan. Ma quello che poteva sembrare un semplice caso di suicidio, dopo l'autopsia e tutte le indagini del caso, si è dimostrato omicidio.
A cinque giorni dalla sua morte, un immigrato clandestino di nome Diego Pillco, è stato arrestato ed incriminato per l'omicidio della Shelly. Il ragazzo diciannovenne, che nella vita lavorava come operaio, ha confessato, ammettendo di averla uccisa per futili motivi. A detta di Pillco, la Shelly si era lamentata per il rumore che proveniva dal suo appartamento e lui ha reagito in modo spropositato, per aver avuto una "brutta giornata". In seguito, Pillco confessò di essere stato, in realtà, sorpreso durante un tentativo di furto nell'appartamento della Shelly, di averla strangolata e poi appesa con un lenzuolo legato alla gola per far credere ad un suicidio.
Aggiunse inoltre di aver imparato ad eseguire quel nodo nella fattoria in cui lavorava in passato: veniva usato per appendere i maiali.
L'attrice era ancora viva quando fu impiccata.
Pillico è stato condannato ad una pena tra i 25 anni di carcere e l'ergastolo.
La Shelly è deceduta senza mai venire a conoscenza che il suo ultimo film come regista ed interprete, Waitress - Ricette d'amore, era stato selezionato per il Sundance Film Festival.
In seguito, il marito ha creato la Adrienne Shelly Foundation, un'organizzazione no-profit il cui scopo è valorizzare giovani donne registe, elargendo borse di studio e premi.
Nel 2009 l'attrice Cheryl Hines debutta alla regia con Serious Moonlight, basato su una sceneggiatura scritta dalla Shelly prima della sua morte.

## Filmografia

### Attrice
- L'incredibile verità (The Unbelievable Truth), regia di Hal Hartley (1989)
- Trust - Fidati (Trust), regia di Hal Hartley (1990)
- Solo in America (Lonely in America), regia di Barry Alexander Brown (1990)
- Dall'oggi al domani (Big Girls Don't Cry), regia di Joan Micklin Silver (1991)
- Hold Me Thrill Me Kiss Me, regia di Joel Hershman (1992)
- Bella, pazza e pericolosa (Hexed), regia di Alan Spencer (1993)
- Sleeping with Strangers, regia di William T. Bolson (1994)
- Il tuo amico nel mio letto (Sleep with Me), regia di Rory Kelly (1994)
- Gli scorpioni (Road Killers), regia di Deran Sarafian (1994)
- Due ragazze, un tatuaggio e l'FBI (Teresa's Tattoo), regia di Julie Cypher (1994)
- Grind, regia di Chris Kentis (1997)
- Wrestling with Alligators, regia di Laurie Weltz (1998)
- I'll Take You There, regia di Adrienne Shelly (1999)
- Dead Dog, regia di Christopher Goode (2001)

### Sceneggiatrice
- Waitress - Ricette d'amore (2007)
- Serious Moonlight (2009)

### Regista
- Waitress - Ricette d'amore (2007)

## Doppiatrici italiane
Nelle versioni in italiano delle opere in cui ha recitato, Adrienne Shelly è stata doppiata:
- Eleonora De Angelis in Bella, pazza e pericolosa